# Освер
Освер (норв. Åsvær) — группа небольших низких островов, относящихся к коммуне Дённа губернии Нурланн, Норвегия. Острова расположены в 15—20 км от норвежского берега, на расстоянии около 15 километров к югу от деревни Ловунн и в 12 км к северо-западу от острова Дённа.

## Промышленное значение
Исторически острова Освер являются важным местом для рыбной ловли. В начале декабря около этих островов постоянно массами скапливается сельдь, для обеспечения процесса промысла которой на островах возведены постройки различного назначения; с января по декабрь население островов минимально.

## Достопримечательности

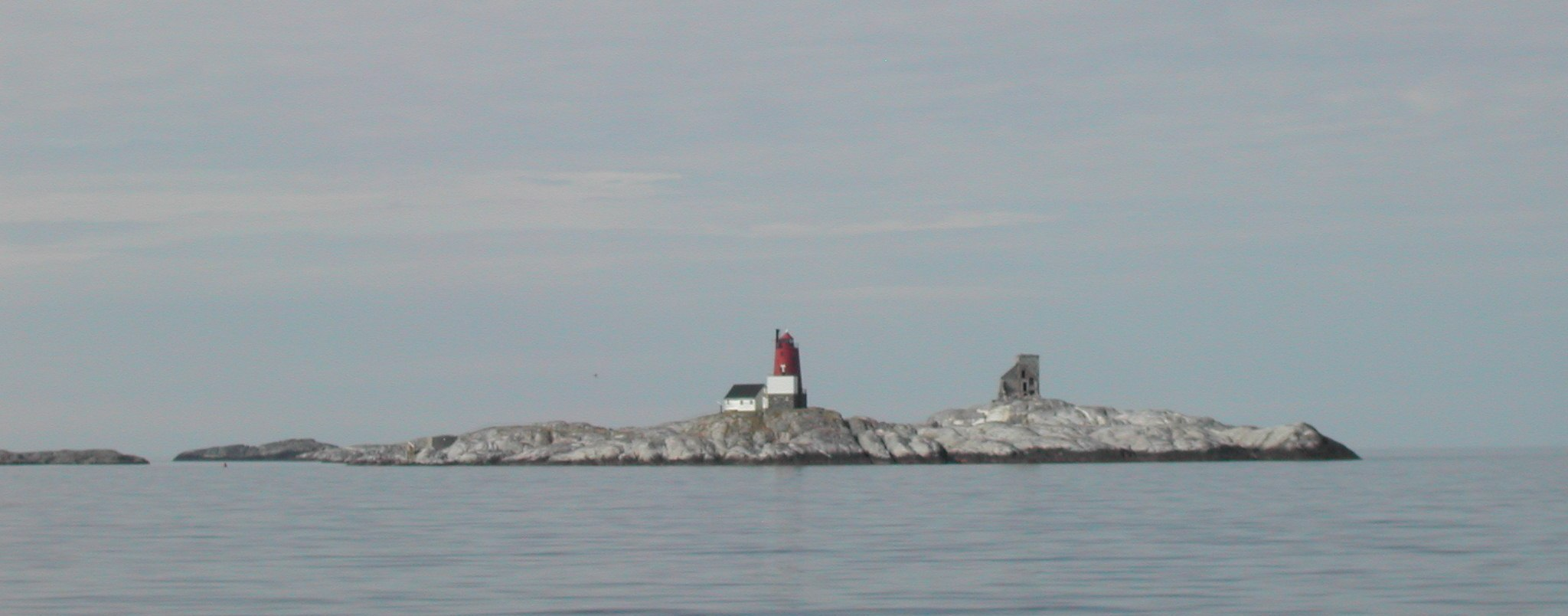

На одном из островов расположен Осверский маяк, текущее здание которого было построено в 1919 году, заменив первоначальную постройку  1876 года создания.